# Puy-Saint-Vincent
Puy-Saint-Vincent é uma comuna francesa na região administrativa da Provença-Alpes-Costa Azul, no departamento de Altos-Alpes. Estende-se por uma área de 22,98 km². Em 2010 a comuna tinha 301 habitantes (densidade: 13,1 hab./km²).